# 卡洛斯·桑托斯·德·赫苏斯
卡洛斯·桑托斯·德·赫苏斯（Carlos Santos de Jesus，1985年2月25日—），出生于巴西圣保罗，并于2007年获得克罗地亚国籍，职业足球运动员，司职后卫，曾效力中国足球超级联赛球队山东鲁能泰山，最後效力泰乙沙木沙克。

## 俱乐部生涯
卡洛斯在圣保罗接受青训，但没有为成年队出场比赛。2006年1月30日，他以4万欧元的转会费加盟克罗地亚豪门萨格勒布迪纳摩。卡洛斯在迪纳摩担任主力中后卫，并随队夺得2005-06赛季、2006-07赛季、2007-08赛季联赛冠军。2008-09赛季，卡洛斯失去主力位置，并在下半赛季被租借到瓦特克斯，2009-10赛季，回归迪纳摩队的卡洛斯仍然没有获得太多上场机会。
2010年2月5日，中国足球超级联赛球队山东鲁能泰山宣布和卡洛斯签约。

## 荣誉
- 萨格勒布迪纳摩
  - 克罗地亚足球甲级联赛冠军: 2005-06,2006-07,2007-08,2008-09
  - 克罗地亚杯: 2007, 2008, 2009

- 山东鲁能泰山
  - 中国足球超级联赛冠军: 2010